# Joseph Bonhomme
Joseph Bonhomme OMI (* 29. Januar 1889 in Saint-Camille-de-Wotton; † 6. August 1973) war ein kanadischer römisch-katholischer Ordensgeistlicher und Apostolischer Vikar von Basutoland.

## Leben
Joseph Bonhomme trat der Ordensgemeinschaft der Oblaten der Unbefleckten Jungfrau Maria bei und empfing am 18. Mai 1918 das Sakrament der Priesterweihe.
Am 25. April 1933 ernannte ihn Papst Pius XI. zum Titularbischof von Tulana und zum Apostolischen Vikar von Basutoland. Der Erzbischof von Québec, Jean-Marie-Rodrigue Kardinal Villeneuve OMI, spendete ihm am 28. Juni desselben Jahres die Bischofsweihe; Mitkonsekratoren waren der Apostolische Vikar von Grouard, Joseph-Wilfrid Guy OMI, und der Weihbischof in Saint-Hyacinthe, Joseph Louis Aldée Desmarais.
Papst Pius XII. nahm am 8. März 1947 das von Joseph Bonhomme vorgebrachte Rücktrittsgesuch an. Bonhomme nahm an allen vier Sitzungsperioden des Zweiten Vatikanischen Konzils teil.